# Município de Elizabeth City (condado de Pasquotank, Carolina do Norte)
O município de Elizabeth City (em inglês: Elizabeth City Township) é um localização localizado no  condado de Pasquotank no estado estadounidense da Carolina do Norte. No ano 2010 tinha uma população de 11.741 habitantes.

## Geografia
O município de Elizabeth City encontra-se localizado nas coordenadas 36° 17′ 47,56″ N, 76° 13′ 19,76″ O.